# Otakar Nožiř
Otakar Nožíř (ur. 12 marca 1917 w Ledečy nad Sázavou, zm. 2 września 2006 w Ołomuńcu) – czeski piłkarz występujący na pozycji pomocnika. Uczestnik Mistrzostw Świata 1938.

## Kariera klubowa
Nožíř karierę rozpoczął jako junior w Sparcie Michle. W 1934 trafił do Slavii Praga. W latach 1935, 1937 oraz 1940 zdobywał z nią mistrzostwo Czechosłowacji. W 1941 odszedł do zespołu Ołomuniec ASO, w którym zakończył karierę w 1947.

## Kariera reprezentacyjna
W 1938 roku Nožíř został powołany do reprezentacji Czechosłowacji na mistrzostwa świata. Nie zagrał jednak na nich w żadnym meczu, a Czechosłowacja odpadła z turnieju w ćwierćfinale. W drużynie zagrał dwa razy (oba występy w 1946 roku).